# Iso-Jouhteno
Iso-Jouhteno är en sjö i kommunen Viitasaari i landskapet Mellersta Finland i Finland. Den är 2,2 meter djup. Arean är 26 hektar och strandlinjen är 2,64 kilometer lång.  Den  ingår i Kymmene älvs huvudavrinningsområde.  Sjön ligger omkring 82 kilometer norr om Jyväskylä och omkring 320 kilometer norr om Helsingfors. 
I sjön finns ön Mökkisaari. 